# Encalyptales
Encalyptales är en ordning av bladmossor. Encalyptales ingår i klassen egentliga bladmossor, divisionen bladmossor, och riket växter.
Ordningen innehåller bara familjen Encalyptaceae.